# Sasnowy Bor (obwód homelski)
Sasnowy Bor (biał. Сасновы Бор; ros. Сосновый Бор, Sosnowyj Bor) – osiedle robotnicze położone w rejonie świetłahorskim, 16 km na południe od Swietłahorska i 126 km od Homla; 2,4 tys. mieszkańców (2010).

## Historia
Osiedle znajduje się 4 km od stacji kolejowej Żerdź, przy linii kolejowej Żłobin–Kalinkowicze. Powstało w 1955 r. obok założonych tu zakładów torfowych Wasilewiczy-II (obecnie: Swietłahorskaje). W 2007 r. liczyła 2,5 tys. mieszkańców. Znajdują się tu zakłady budowy maszyn "Swietłogorskkormmasz" oraz fabryka mebli "Sosnowyj Bor".